# Double Dragon Neon
Double Dragon Neon é um jogo eletrônico da série Double Dragon de jogos beat 'em up. Ele foi desenvolvido pela WayForward Technologies e publicado pela Majesco Entertainment; e pretende ser um relançamento da série Double Dragon. O jogo foi lançado em 11 de setembro de 2012 para o PlayStation 3, através da PlayStation Network; e em 12 de setembro de 2012, para o Xbox 360, através da Xbox Live Arcade, para coincidir com o 25º aniversário da série. Posteriormente o título recebeu versões para PC através da loja digital Steam em 6 de fevereiro de 2014 e para Nintendo Switch em 21 de dezembro de 2020.
O diálogo do jogo e estilo gráfico é demasiadamente inspirado na década de 1980; e tem uma trilha sonora composta por Jake Kaufman, inspirada pelo Double Dragon original, assim como pela música pop da década de 1980 e trilhas sonoras de jogos de arcade.